# Quartier Saint-Lambert
Quartier de Plaisance är Paris 57:e administrativa distrikt, beläget i femtonde arrondissementet. Distriktet är uppkallat efter kyrkan Saint-Lambert.
Femtonde arrondissementet består även av distrikten Necker, Grenelle och Javel.

## Sevärdheter
- Saint-Lambert
- Notre-Dame-de-la-Salette
- Saint-Antoine-de-Padoue
- Parc Georges-Brassens
- Square d'Alleray–Labrouste–Saint-Amand

## Bilder
| - De fyra administrativa distrikten i Paris femtonde arrondissement. - Notre-Dame-de-la-Salette. - Square d'Alleray–Labrouste–Saint-Amand. |

## Kommunikationer
- Tunnelbana – linje  – Vaugirard